# Prefectura autónoma tibetana de Garzê
Garzê (en tibetano: དཀར་མཛེས, wylie: dkar-mdzes, ZWPY: Garzê) en su forma china de Ganzi (en chino, 甘孜; pinyin, Gānzī) es una prefectura autónoma de la República Popular China que pertenece a la provincia de Sichuan. El Poblado de Garzê fue la capital de la prefectura, hasta que, tras unas revueltas independentistas, el título pasó a la ciudad de Kangding. Situada a una altitud de 3300 m, Garzê tiene una población que supera el millón de habitantes y está creciendo con mucha rapidez. 
La zona norte de Garzê termina en la colina en la que se encuentra el Monasterio de Garzê o Kandze Gompa. En el monasterio residen más de 500 monjes y fue reconstruido recientemente. Pertenece a la secta Gelukpa.
En los alrededores de Garzê se encuentran numerosos monasterios y escuelas tibetanas; algunos de ellos se han conservado pese a la Revolución Cultural; otros han sido reconstruidos o restaurados recientemente, por lo que presentan un aspecto impecable. Destacan el Tongkhor Gompa (Donggu si), Beri Gompa (Baili si) y Dargye Gompa (Daijin si), así como el convento de Haidhe.
En Garzê hay también una clínica de medicina tradicional tibetana.

## Administración
Garzê comprende 18 localidades administradas en 1 ciudad suburbana y 17 condados rurales.
| Mapa | #               | Nombre | Chino           | Pinyin       | Tibetano             | Wylie   | Población (2010) | Área (km²) | Densidad (/km²) |
| ---- | --------------- | ------ | --------------- | ------------ | -------------------- | ------- | ---------------- | ---------- | --------------- |
|      |                 |        |                 |              |                      |         |                  |            |                 |
| 1    | Ciudad Kangding | 康定市 | Kāngdìng Shì    | དར་མདོ་གྲོང་ཁྱེར་ | dar mdo grong khyer  | 130,142 | 11,486           | 11.33      |                 |
| 2    | Luding          | 泸定县 | Lúdìng Xiàn     | ལྕགས་ཟམ་རྫོང་   | lcags zam rdzong     | 83,386  | 2,165            | 38.51      |                 |
| 3    | Danba           | 丹巴县 | Dānbā Xiàn      | རོང་བྲག་རྫོང་    | rong brag rdzong     | 59,696  | 4,656            | 12.82      |                 |
| 4    | Jiulong         | 九龙县 | Jiǔlóng Xiàn    | བརྒྱད་ཟུར་རྫོང་   | brgyad zur rdzong    | 62,133  | 6,766            | 9.18       |                 |
| 5    | Yajiang         | 雅江县 | Yǎjiāng Xiàn    | ཉག་ཆུ་རྫོང་     | nyag chu rdzong      | 50,225  | 7,558            | 6.64       |                 |
| 6    | Dawu            | 道孚县 | Dàofú Xiàn      | རྟ་འུ་རྫོང་      | rta 'u rdzong        | 55,396  | 7,053            | 7.85       |                 |
| 7    | Luhuo           | 炉霍县 | Lúhuò Xiàn      | བྲག་འགོ་རྫོང་    | brag 'go rdzong      | 46,558  | 4,601            | 10.11      |                 |
| 8    | Garzê           | 甘孜县 | Gānzī Xiàn      | དཀར་མཛེས་རྫོང་  | dkar mdzes rdzong    | 68,523  | 7,303            | 9.38       |                 |
| 9    | Xinlong         | 新龙县 | Xīnlóng Xiàn    | ཉག་རོང་རྫོང་    | nyag rong rdzong     | 50,393  | 8,570            | 5.88       |                 |
| 10   | Dege            | 德格县 | Dégé Xiàn       | སྡེ་དགེ་རྫོང་     | sde dge rdzong       | 81,503  | 11,025           | 7.39       |                 |
| 11   | Baiyu           | 白玉县 | Báiyù Xiàn      | དཔལ་ཡུལ་རྫོང་   | dpal yul rdzong      | 56,290  | 10,386           | 5.41       |                 |
| 12   | Serxu           | 石渠县 | Shíqú Xiàn      | སེར་ཤུལ་རྫོང་    | ser shul rdzong      | 80,834  | 24,944           | 3.24       |                 |
| 13   | Sêrtar          | 色达县 | Sèdá Xiàn       | གསེར་ཐར་རྫོང་   | gser thar rdzong     | 58,606  | 9,332            | 6.28       |                 |
| 14   | Litang          | 理塘县 | Lǐtáng Xiàn     | ལི་ཐང་རྫོང་     | li thang rdzong      | 69,046  | 13,677           | 5.04       |                 |
| 15   | Batang          | 巴塘县 | Bātáng Xiàn     | འབའ་ཐང་རྫོང་   | 'ba' thang rdzong    | 48,649  | 7,852            | 6.19       |                 |
| 16   | Xiangcheng      | 乡城县 | Xiāngchéng Xiàn | ཕྱག་འཕྲེང་རྫོང་   | phyag 'phreng rdzong | 33,170  | 5,016            | 6.61       |                 |
| 17   | Daocheng        | 稻城县 | Dàochéng Xiàn   | འདབ་པ་རྫོང་    | 'dab pa rdzong       | 31,113  | 7,323            | 4.24       |                 |
| 18   | Dêrong          | 得荣县 | Déróng Xiàn     | སྡེ་རོང་རྫོང་     | sde rong rdzong      | 26,209  | 2,916            | 8.98       |                 |

## Geografía
La ciudad discurre a lo largo del cauce de un pequeño río hasta que este desemboca en el Yalong (Nya-chu). Está rodeada de valles sobre los 3800 m de altura y por el monte Chola (Que'er Shan) de 6.168 m. Se encuentra a una distancia de 385 km de Kangding en la Autopista Norte que conduce al Tíbet desde Chengdu. Es un importante lugar de paso entre ambos y el sur de la provincia de Qinghai, vía Manigango y Dege, por lo que la ciudad tiene una importante actividad comercial.
En el margen derecho, principalmente al norte y al sur de la ciudad junto al Yalong, se encuentran los barrios tibetanos originales de la ciudad que siguen presentando su arquitectura tradicional. En el margen izquierdo se está desarrollando con gran celeridad la nueva ciudad china, con edificios modernos y población Han.